# Papa da Igreja Ortodoxa Copta de Alexandria
O Papa da Igreja Ortodoxa Copta de Alexandria, ou Papa de Alexandria é o chefe da Igreja Ortodoxa Copta de Alexandria no Egito, que tem cerca de 16 milhões de membros em todo o mundo, incluindo cerca de 12 milhões de cristãos do Egito e outros 4 milhões expatriados na Diáspora. O atual (118.º) papa é Tawadros II de Alexandria, nascido em 1952. O título completo é Papa de Alexandria e Patriarca de Apostólico de Toda a África sobre a Santa Sé de São Marcos.
A sucessão de São Marcos e consequentemente a Sé de Alexandria é reclamada entre o Papa da Igreja Ortodoxa Copta de Alexandria e o Patriarca Católico Copta de Alexandria Ibrahim Isaac Sidrak.

## O título dePapa
O título de Papa tem sido atribuída ao bispo de Alexandria desde o Patriarca Héraclas, no século III. Todo o clero de Alexandria e Baixo Egito o chama de Papa (que significa "Pai"). O título de Papa do Bispo de Roma, não retira o título de Papa do bispo de Alexandria, e a Igreja Católica reconhece esta realidade eclesial, pois os títulos tem significados diferentes.
Embora Papa tenha se tornado um título oficial do Bispo de Alexandria, isso não significa que ele seja superior ao do título de Patriarca. Apenas o Patriarca de Alexandria, no entanto, tem o duplo título de Papa e Patriarca entre os cristãos orientais.

## Funções na igreja
Ele é o sucessor do apóstolo Marcos, o primeiro bispo de Alexandria, que fundou a Igreja do primeiro século, e por isso, marcou o início do cristianismo na África. A Igreja de Alexandria é um dos cinco mais antigos patriarcados dos primórdios da Igreja primitiva.
O Papa e bispo de Alexandria é o Primaz de Todo o Egito, e a cabeça do Santo Sínodo. O Santo Sínodo do Patriarcado Copta Ortodoxo de Alexandria é considerado como a mais alta autoridade na Igreja Ortodoxa Copta, que define as regras e regulamentos em matéria de organização da igreja, fé, do serviço de ordem e é presidido pelo Papa de Alexandria.

## Sede
As atuais sede do Papa de Alexandria encontram-se em Alexandria e Cairo, no Palácio Patriarcal, Catedral Ortodoxa Copta (conhecida como Catedral de São Marcos) e outras instituições patriarcais tanto em Alexandria e Cairo. Existe também um mosteiro de Santa Sofia no Deserto da Nítria, no Egito (Uádi Natrum)[carece de fontes?], que é usada quando o Papa está em um retiro espiritual, ou quando se hospeda em grandes convenções eclesiásticas com a Igreja Ortodoxa Oriental ou a Igreja Católica.

## Títulos
- Bispo de Alexandria
- Presidente do Santo Sínodo da Igreja Ortodoxa Copta
- Presidente da Congregação do Conselho Geral
- Decano da Grande Faculdade de Teologia Catequética de Alexandria.